# Бородай урноносний
Бородай урноносний (Pogonatum urnigerum) — вид мохів порядку рунянкальних (Polytrichales).

## Поширення
Батьківщиною є Європа, Макаронезія, Північна Америка, Азія.
Вид мешкає у світлих, піщаних або гравійних, бідних поживними речовинами та вапном, свіжих і вологих місцях. Поширений на бідних гумусом лісових стежках у гірських районах, на відкритому ґрунті, піщано-щебенистих місцях на силікатних породах. У низинах мох зустрічається порівняно рідко.

## Характеристика
Рослини від 2 до 6 см заввишки, мають блакитно-зелений колір і стають коричневими з віком. Стебла зазвичай роздвоєні у верхній частині. Щільні, вузькі, ланцетні листки поступово збільшуються до верхівки і мають довжину від 5 до 7 мм. Край листка зазубрений багатокомірковими зубцями. Листова жилка виступає у вигляді короткого гострого кінчика. Червона знизу і блідо-червона зверху ніжка коробочки має довжину приблизно від 2 до 5 см і містить прямовисні циліндричні червоно-коричневі коробочки, перистоми яких червоно-коричневого кольору з безбарвним краєм. Спори мають розмір від 14 до 18 мкм і злегка сосочкові.